# Változékony virágcincér
A változékony virágcincér (Pachytodes cerambyciformis) a rovarok (Insecta) osztályának bogarak (Coleoptera) rendjébe, ezen belül a mindenevő bogarak (Polyphaga) alrendjébe és a cincérfélék (Cerambycidae) családjába tartozó faj.

## Előfordulása
A változékony virágcincér előfordulási területe Európa nagy része és Ázsia nyugati fele. Közép-Európában az egyik legközönségesebb cincérfajnak számít, míg Észak-Európából hiányzik. A következő országokban található meg: Albánia, Ausztria, Fehéroroszország, Belgium, Bosznia-Hercegovina, Bulgária, Horvátország, Csehország, Dánia, Franciaország, Németország, Magyarország, Olaszország, Lettország, Litvánia, Luxemburg, Macedónia, Moldova, Hollandia, Lengyelország, Románia, Oroszország, Szerbia, Szlovákia, Szlovénia, Spanyolország, Svájc, Szíria, Törökország, Ukrajna és Egyesült Királyság.

## Változatai
- Pachytodes cerambyciformis var. anticereducta Plavilstshikov
- Pachytodes cerambyciformis var. anticeundulata Pic
- Pachytodes cerambyciformis var. decempunctata (Olivier, 1795)
- Pachytodes cerambyciformis var. octomaculata (Schaller, 1783)

## Megjelenése
A kisebb, zömökebb testű, széles vállú cincér nagysága 7−12 milliméter. Ez a kisebb cincér gyakran fordul meg virágokon, innen a virágcincér név. Színezete és változékonysága hasonlít más cincérekéhez. Szárnyfedői sűrű finom pontozásuk miatt majdnem teljesen fénytelenek; kétszer olyan hosszúak, mint szélesek, a végüknél elvékonyodnak. A rovar alapszíne fekete, szárnyfedőin drapp vagy piszkos sárga foltozással. Első ránézésre igen hasonlít a közeli rokonára, a Pachytodes erraticusra.

## Életmódja
Ez a bogárfaj főleg a dombos és hegyvidéki élőhelyeket kedveli. A hegyvidékeken virágzó növényeken, fákon gyakori. Májustól augusztusig látható. A lárva számos fafajjal táplálkozhat, főleg a következőkkel: közönséges jegenyefenyő (Abies alba), közönséges lucfenyő (Picea abies), szelídgesztenye (Castanea sativa), kecskefűz (Salix caprea) és podagrafű (Aegopodium podagraria). Áprilisban vagy májusban a lárva lemászik a fáról és elbújik a talajba, ahol aztán bebábozódik. A petétől az imágó haláláig két év is eltelhet.

## Képek

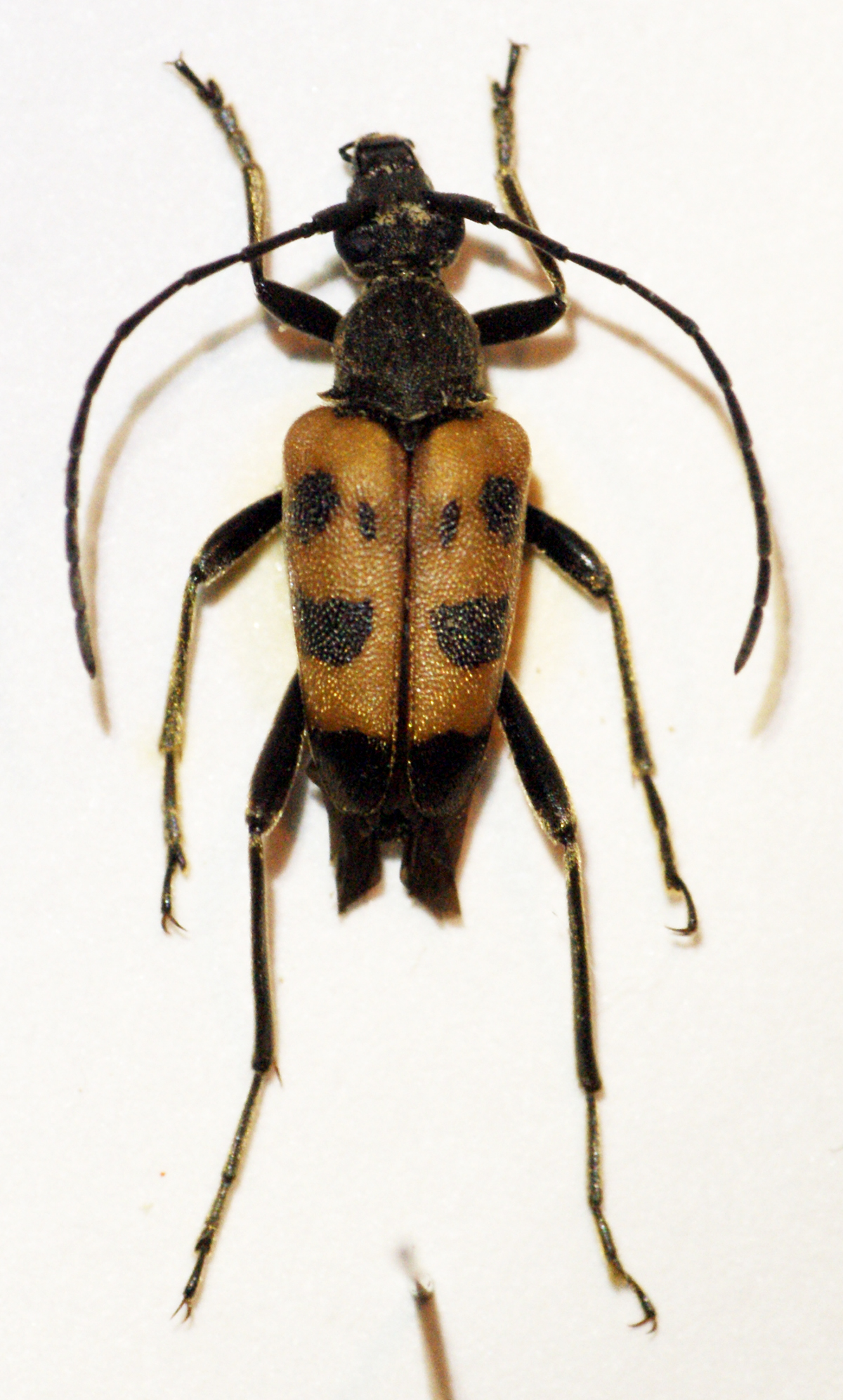
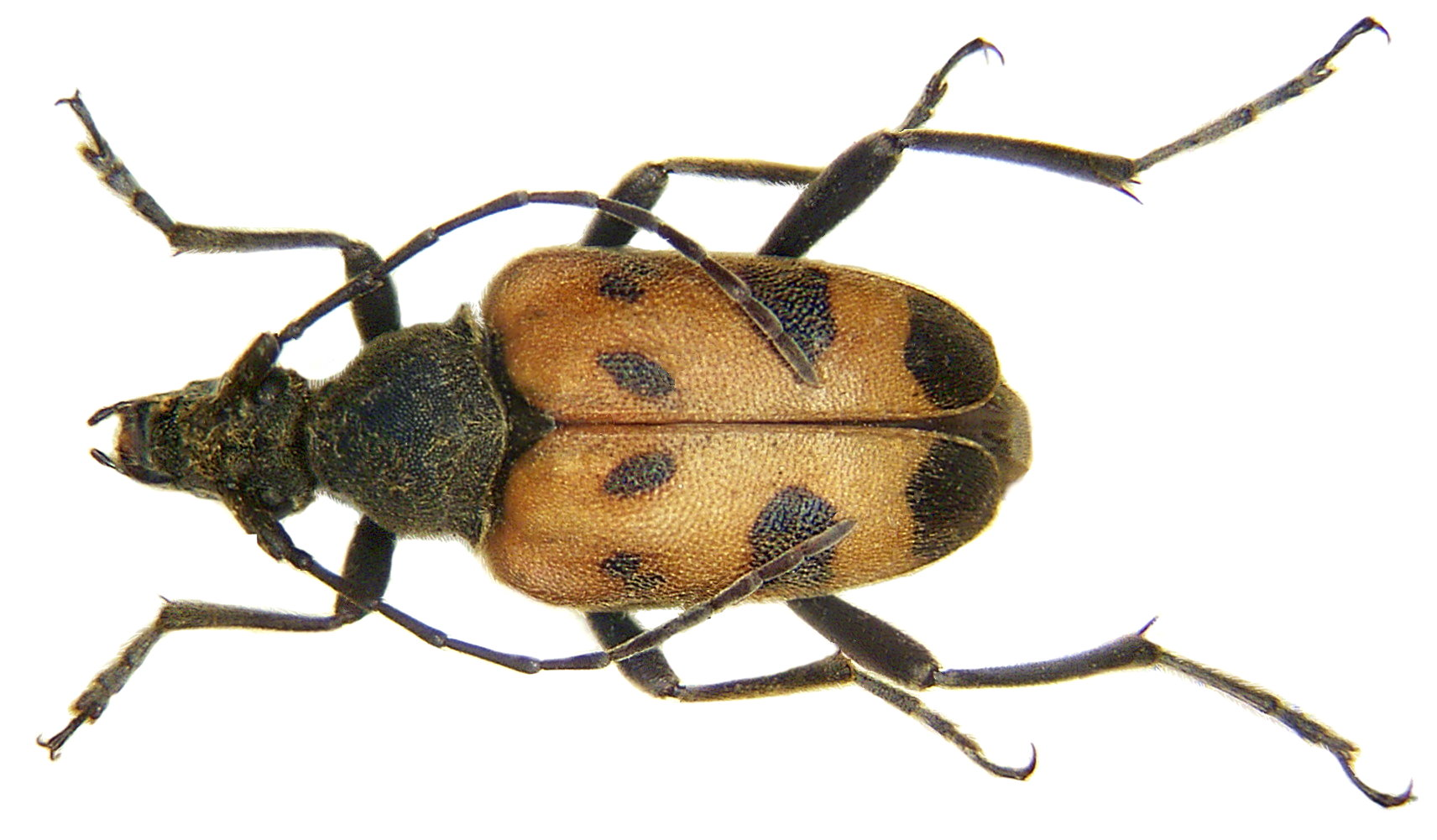
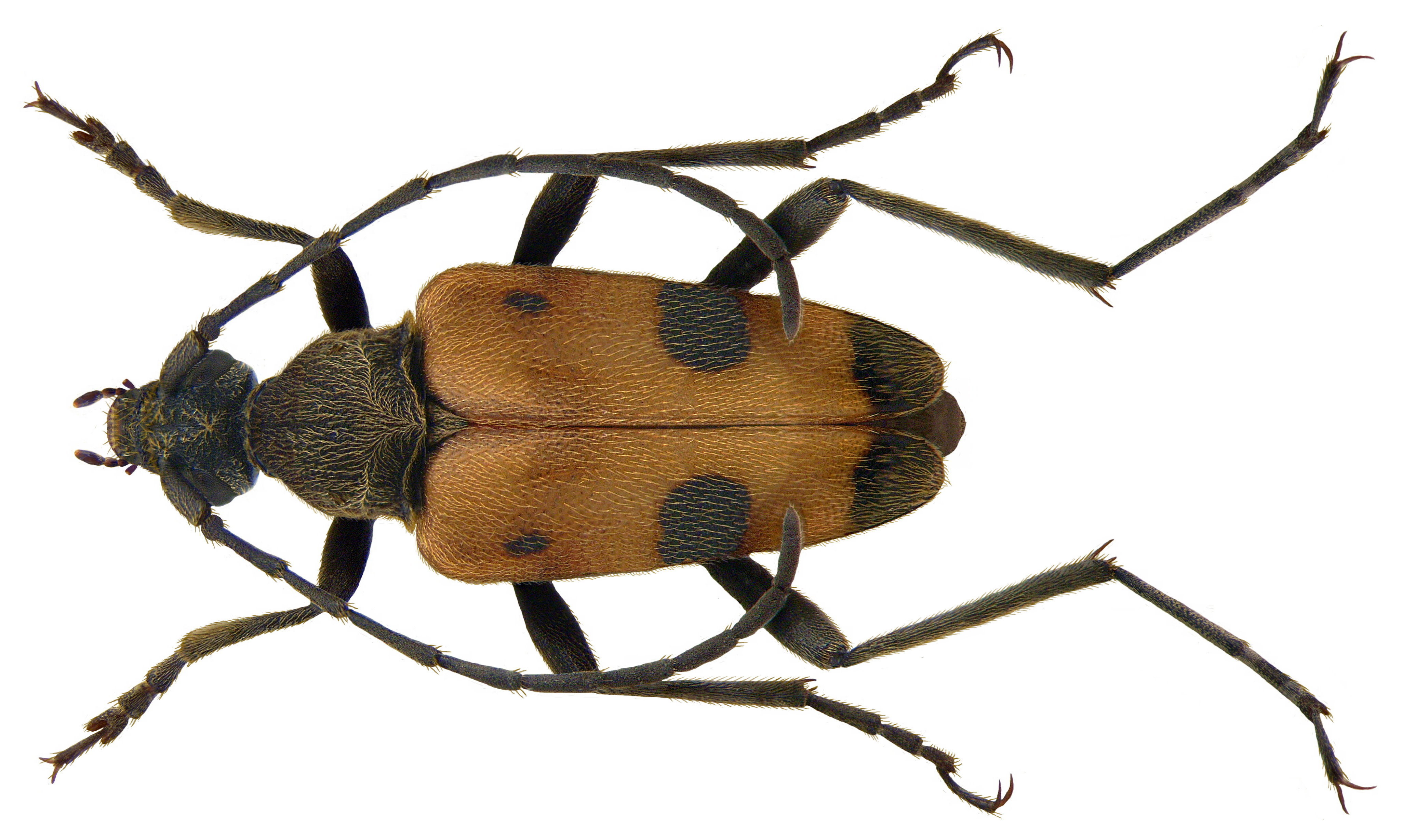
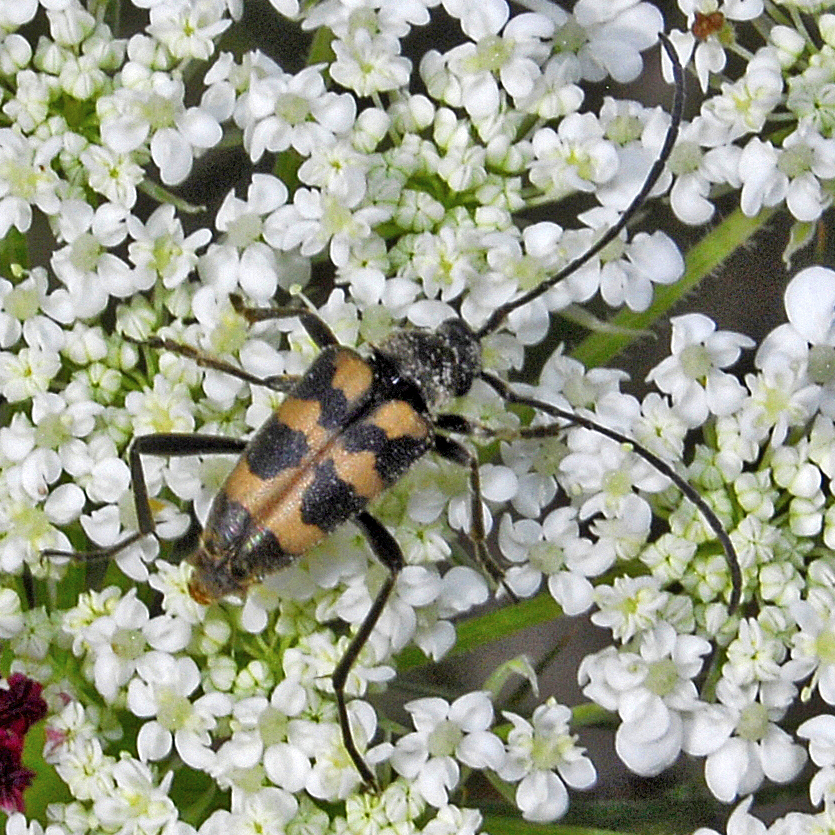
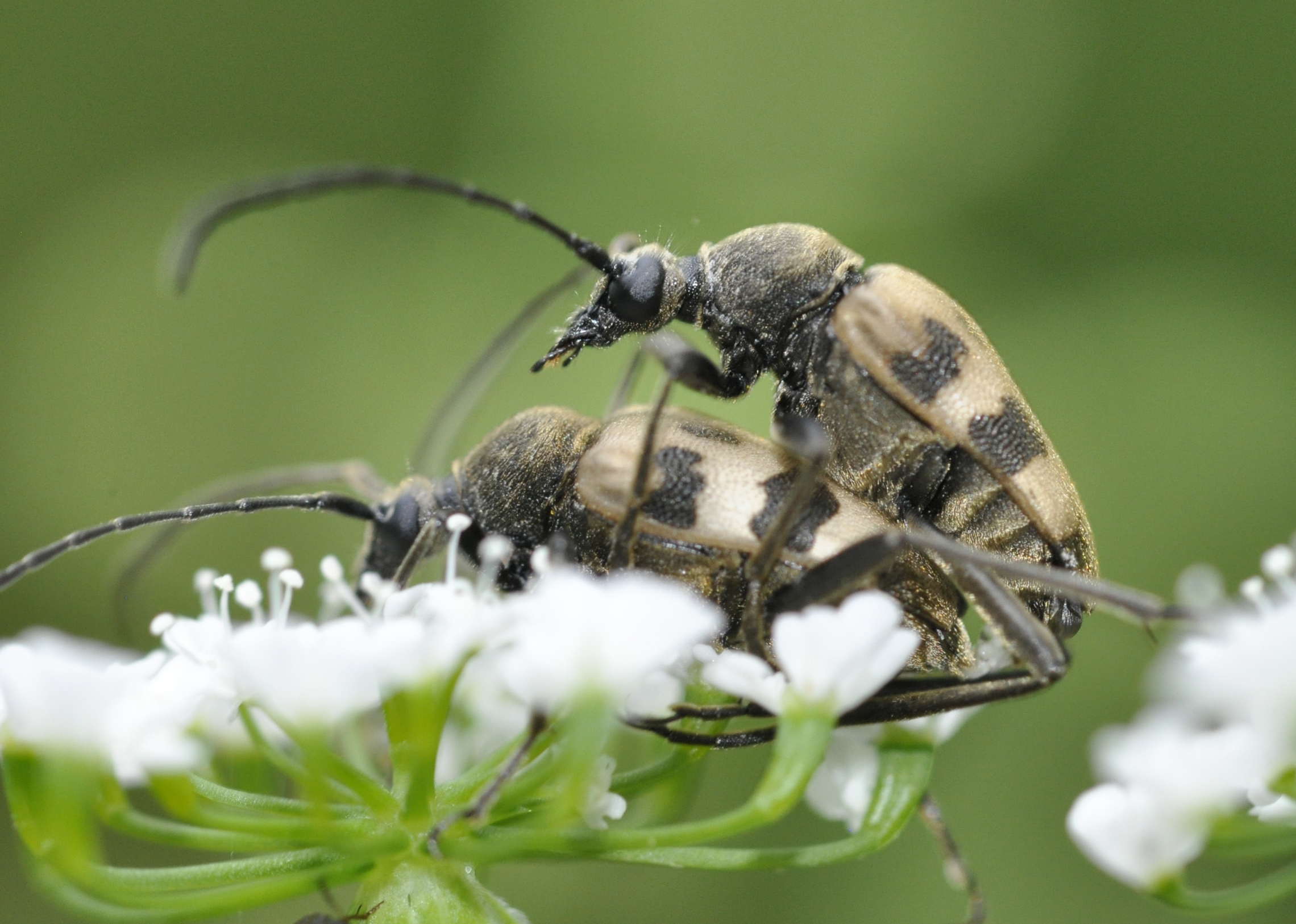

### Fordítás
- Ez a szócikk részben vagy egészben  a   Pachytodes cerambyciformis című angol Wikipédia-szócikk ezen változatának fordításán alapul.  Az eredeti cikk szerkesztőit annak laptörténete sorolja fel. Ez a jelzés csupán a megfogalmazás eredetét és a szerzői jogokat jelzi, nem szolgál a cikkben szereplő információk forrásmegjelöléseként.